# ナイチンゲール諸島

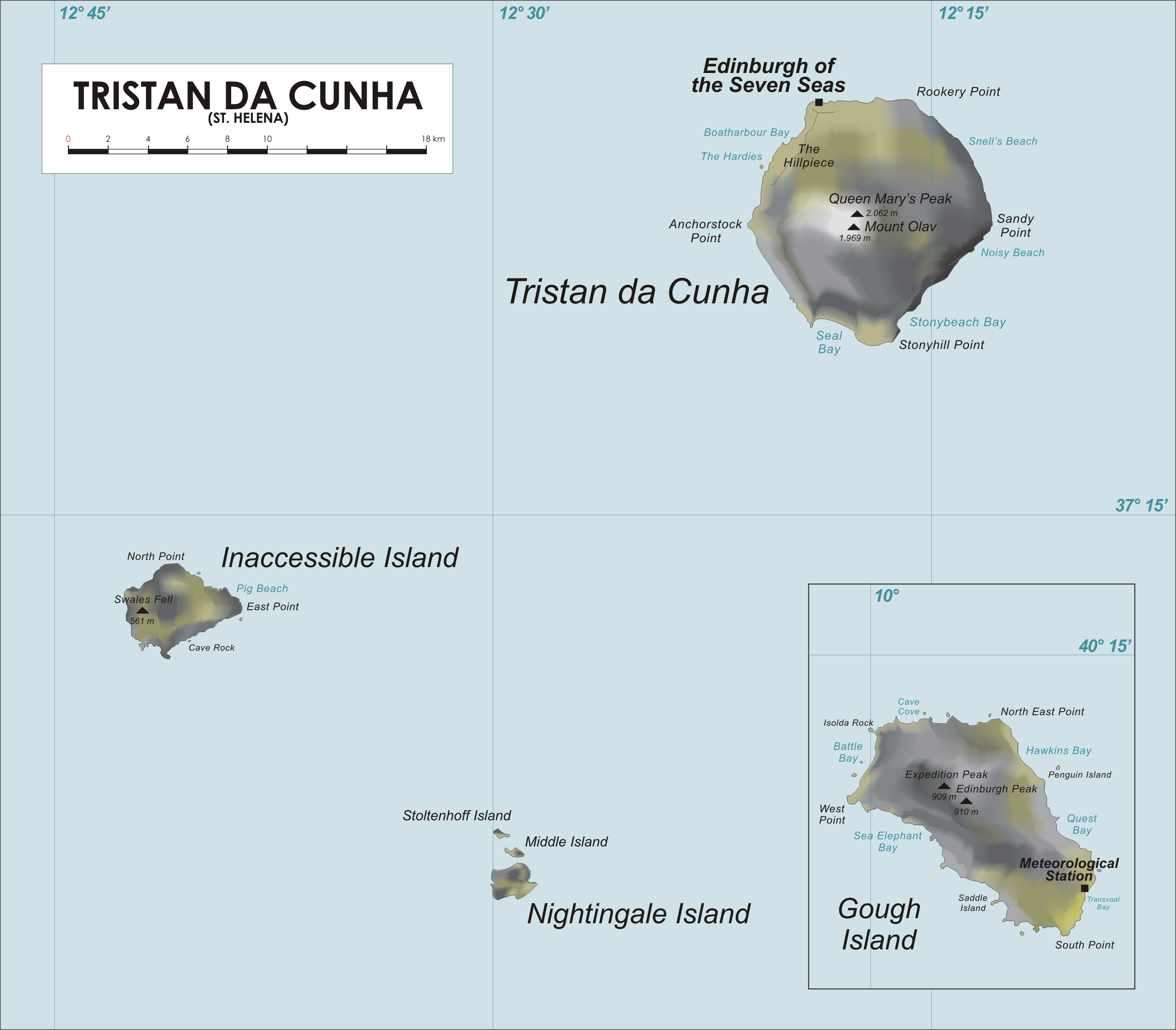
トリスタン・ダ・クーニャの地図

ナイチンゲール諸島（ないちんげーるしょとう、Nightingale Islands）とは南大西洋に浮かぶイギリス領の諸島。ナイチンゲール島、ミドル島及びストルテンホフ島から構成される。イギリスの海外領土であるセントヘレナ・アセンションおよびトリスタンダクーニャに属し、トリスタンダクーニャ行政府の管理下にある。現在は無人島。